# Abdur Rahman Khan

Emir Abdur Rahman Khan

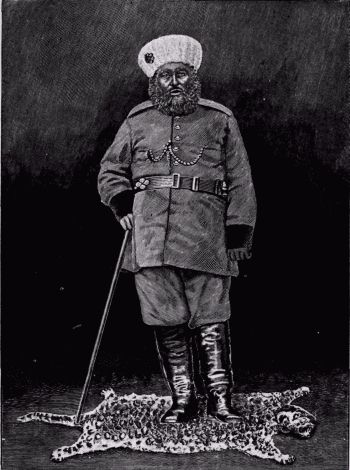
Abdur Rahman Khan

Abdur Rahman Khan (Paschtu und Persisch عبدالرحمن‌خان, DMG ʿAbdu-r-Raḥmān-Ḫān; * 1844 in Kabul; † 1. Oktober 1901 ebenda) war von 1880 bis 1. Oktober 1901 Emir von Afghanistan.
Abdur Rahman Khan war der dritte Sohn von Mohammed Afzal Khan, des afghanischen Emirs von 1866 bis 1874. Nach der Niederlage von Mohammed Ayub Khan in der „Schlacht von Kandahar“ am 1. September 1880 wurde Abdur Rahman Khan von den Briten als dessen Nachfolger akzeptiert. Damit endete der Zweite Anglo-Afghanische Krieg. Die Kontrolle über die afghanische Außenpolitik musste von ihm an die Briten abgegeben werden, Abdur Rahman Khan erhielt dafür eine jährliche finanzielle Unterstützung.
Großbritannien und Russland einigten sich 1893 über die Linie zwischen Afghanistan und Britisch-Indien (heute Pakistan), die sogenannte Durand-Linie. Verhandlungsführer der Briten in Kabul war der britische Diplomat Mortimer Durand.
Innerhalb der geschaffenen Grenzen des Landes gelang es Abdur Rahman, der den Titel „Eiserner Emir“ trug, mit seiner straff organisierten Armee die Macht der Stammeshäuptlinge einzuschränken und die Herrschaft über diverse ethnische Gruppen im Landesinneren auszubauen. Er hinterließ ein Land mit organisierter Zentralverwaltung. Er war dabei so erfolgreich, dass sein Sohn und designierter Nachfolger nach seinem Tod ohne die sonst üblichen Thronfolgekämpfe die Herrschaft antreten konnte.
Er entzog den Ureinwohnern großer Teile Afghanistans ihr Land und beging schwere Kriegsverbrechen an diesen. Unter anderem ist er für einen Völkermord an den Hazara verantwortlich.
Er führte auch wichtige Reformen durch. Dazu gehörte die Errichtung einer zentralen Staatsgewalt. Von manchen Afghanen wird er als „Bismarck von Afghanistan“ bezeichnet.
Sein Sohn Habibullah Khan führte diese Reformen fort.